# Synodontis khartoumensis
Synodontis khartoumensis es una especie de peces de la familia Mochokidae en el orden de los Siluriformes.

## Morfología
Los machos pueden llegar alcanzar los 21 cm de longitud total.

## Hábitat
Es un pez de agua dulce.

## Distribución geográfica
Se encuentran en África: cuenca del río Nilo y lago Alberto.